# ايزومي مياتا
ايزومي مياتا (باليابانية: 宮田 和純) (مواليد 28 أبريل 2001) هو لاعب كرة قدم ياباني.

## وصلات خارجية
- ايزومي مياتا على موقع رابطة كرة القدم اليابانية للمحترفين (اليابانية)
- ايزومي مياتا على موقع قاعدة بيانات كرة القدم.إي يو (الإنجليزية)
- ايزومي مياتا على موقع Soccerway.com (الإنجليزية)
- ايزومي مياتا على موقع عالم كرة القدم.نت (الإنجليزية)